# Jan Jindra
Jan Jindra (født 6. marts 1932 i Třeboň, død 20. september 2021) var en tjekkoslovakisk roer, olympisk guldvinder og dobbelt europamester.

## Rokarriere
Jindra samt Karel Mejta, Jiří Havlis, Stanislav Lusk og styrmand Miroslav Koranda udgjorde den tjekkoslovakiske firer med styrmand ved OL 1952 i Helsinki. De vandt deres indledende heat og deres semifinale, inden de i finalen klart sikrede sig guldet foran schweizerne og med båden fra USA på tredjepladsen. Samme besætning vandt dernæst EM-guld året efter, mens det i 1954 (med en ny styrmand) blev til EM-bronze.
De følgende år var han en del af den tjekkoslovakiske otter og dermed med til at vinde EM-guld i 1956. Ved OL 1956 nåede otteren semifinalen, i 1957 var han med til at hente EM-bronze og i 1959 EM-sølv med otteren.
Ved OL 1960 i Rom var han fortsat med i den tjekkiske båd, hvis besætning derudover bestod af Bohumil Janoušek, Jan Švéda, Jiří Lundák, Stanislav Lusk, Luděk Pojezný, Václav Pafkovič, Josef Věntus og styrmand Miroslav Koníček. De vandt her deres indledende heat og var dermed kvalificeret til finalen. Her var det den tyske båd, der var hurtigst og fik guld, mens Canada fik sølv og Tjekkoslovakiet bronze.

## OL-medaljer
- 1952:  Guld i firer med styrmand
- 1960:  Bronze i otter